# Спилберг, Энн
Энн Спилберг (англ. Anne Spielberg; 25 декабря 1949, Филадельфия, Пенсильвания, США) — американский кинопродюсер и сценарист, младшая сестра знаменитого режиссёра Стивена Спилберга. Известна как автор сценария к фильму «Большой», за который была номинирована на премию «Оскар» в соответствующей категории.

## Биография
Родилась в 1949 году в Филадельфии, в семье Арнольда Спилберга и Ли Адлер. В кинематограф пришла ещё в юном возрасте, в качестве ассистента своего брата Стивена в его ранних любительских работах, также сыграла роль в его короткометражной ленте «Побег в никуда» (1961). Первой работой в качестве сценариста был фантастический телефильм «Искривление времени» (1981). Затем, совместно с Гэри Россом написала сценарий для фэнтезийной картины 1988 года — «Большой», которая получила хорошие оценки кинокритиков, а Энн была номинирована на престижные премии, в том числе на «Оскар». Тем не менее после этого фильма Энн Спилберг покинула кинематограф.

## Семья
- Брат — режиссёр, продюсер и сценарист Стивен Спилберг, сёстры — Сью и Нэнси.
- Муж — сценарист Дэнни Опатошу[англ.], сын актёра Дэвида Опатошу[англ.] (1918—1996), внук еврейского писателя Опатошу (Иосефа-Майера Опатовского).

## Фильмография
| Год  | Фильм                                        | Оригинальное название              | Работа                   |
| ---- | -------------------------------------------- | ---------------------------------- | ------------------------ |
| 1961 | • Побег в никуда (кор.)                      | Escape to Nowhere                  | актриса                  |
| 1964 | • Пламя страсти                              | Firelight                          | production assistant     |
| 1968 | • Эмблин (кор.)                              | Amblin'                            | script supervisor        |
| 1975 | •                                            | Death: The Ultimate Mystery (док.) | ассоциированный продюсер |
| 1980 | • Резня на базе Зета                         | The Killings at Outpost Zeta       | ассоциированный продюсер |
| 1980 | • Пси-фактор                                 | PSI Factor                         | ассоциированный продюсер |
| 1980 | • Лаборатория                                | Laboratory                         | ассоциированный продюсер |
| 1980 | • Пленник                                    | Captive                            | ассоциированный продюсер |
| 1981 | • Искривление времени (ТВ)                   | Time Warp                          | сценарист, продюсер      |
| 1981 | • Идеальная женщина (ТВ)                     | The Perfect Woman                  | ассоциированный продюсер |
| 1981 | • Побег с DS-3                               | Escape from DS-3                   | продюсер                 |
| 1986 | • Удивительные истории (эпизод: «А вдруг…?») | Amazing Stories (What If...?)      | сценарист                |
| 1988 | • Большой                                    | Big                                | сценарист, сопродюсер    |

## Награды и номинации
За сценарий к фильму «Большой» Энн Спилберг была номинирована на несколько престижных премий:
| • Премия «Оскар» (1989) за лучший оригинальный сценарий                 | Номинация |
| • Премия «Хьюго» (1989) за лучшую постановку                            | Номинация |
| • Премия Гильдии сценаристов США (1989) за лучший оригинальный сценарий | Номинация |
| • Премия «Сатурн» (1990) за лучший сценарий                             | Награда   |